# Hans-Peter Gensichen
Hans-Peter Gensichen (* 30. Oktober 1943 in Pritzwalk, Brandenburg; † 28. November 2019 in Tübingen) war ein evangelischer Theologe mit den Schwerpunkten ökologische Ethik, Wissenschaftsethik und Wissenschaftsgeschichte.

## Leben
Gensichen wuchs in einem Arzt-Haushalt, am Klavier seiner Mutter und an der Orgel der Pritzwalker Nikolai-Kirche auf. Er besuchte die Oberschule und wechselte 1961 an das Kirchliche Oberseminar in Potsdam-Hermannswerder, wo er 1965 sein Abitur ablegte. Im Anschluss studierte er evangelische Theologie am Sprachenkonvikt Berlin und von 1967 bis 1972 an der Humboldt-Universität. 1972 und 1973 war er Vikar an der Wittenberger Stadtkirche; in dieser Zeit entstand auch seine Promotionsschrift über den Pfarrer und Ornithologen Otto Kleinschmidt, die er bei Hans-Georg Fritzsche anfertigte. Von 1975 an war er Leiter des von Otto Kleinschmidt gegründeten Kirchlichen Forschungsheims in Wittenberg und Prediger an der dortigen Schlosskirche. Das Forschungsheim war 1927 gegründet worden als fester Ort für den Dialog zwischen Biowissenschaften und christlichem Glauben. Gensichen förderte die Neu-Gründung und Tätigkeit kirchlicher Umweltgruppen und unterstützte diese bei einer DDR-weiten Vernetzung. Er gab zahlreiche Schriften zu ökologischen Themen und zu politischen Problemfeldern kirchlicher Umweltarbeit heraus, von denen die meisten nur hektografiert erscheinen durften. Seit 1979 war er Herausgeber der neuen Zeitschrift Briefe zur Orientierung im Konflikt Mensch – Erde; ebenfalls nur hektographiert. 1981 rief er zum ersten Mal zum jährlichen Umwelt-Wochenende „Mobil ohne Auto“ auf. Während der sogenannten Wende in der DDR initiierte er 1990 den „Zentralen Grünen Tisch“ beim DDR-Umweltministerium. Wenig später, nach der Wiedervereinigung, wurde er zum Gründungskurator der Deutschen Bundesstiftung Umwelt bestellt und wirkte bis 1998 in deren Leitungsgremium mit. Zwischen 1998 und 2001 koordinierte er die kirchlichen Aktivitäten in der EXPO-2000-Korrespondenzregion Bitterfeld-Dessau-Wittenberg. Die Geschichte der DDR-Umweltbewegung hat Gensichen zwischen 1988 und 2007 in insgesamt neun Aufsätzen dargestellt.
2002 ging Gensichen gesundheitshalber vorzeitig in den Ruhestand und widmete sich schwerpunktmäßig der schriftstellerischen Arbeit, wobei er auch wissenschaftsgeschichtliche Themen aufgriff. Zunächst aber entstanden tun-lassen, Gensichens Umweltethik, sowie sein Zukunftsroman Uckermark. Und er beteiligte sich an der Weiterentwicklung einer Befreiungstheologie für den Norden / Nordwesten der Welt. Dabei ging es ihm zwar auch um die Befreiung aus der (südlichen) Armut, mehr aber um den Abschied vom (nördlichen) Reichtum.
2007 übersiedelte das Ehepaar Gensichen nach Tübingen. Verena Gensichen hatte in Wittenberg den „Weltladen“ (fairer Handel) gegründet und geleitet und setzte diese Arbeit im Südwesten der Republik fort. Hans-Peter Gensichen wurde für drei Jahre ehrenamtlicher Prediger an der Tübinger Stephanuskirche. Predigten, die er dort gehalten hat, erschienen 2017 als Buch. 2009 war sein „Armut wird uns retten“ herausgekommen. 2016 beendete Gensichen die langjährige Arbeit an einer wissenschaftlichen Biografie des Mathematikers und Kant-Freundes Johann Friedrich Gensichen „der junge Freund des alten Kant“.

## Schriften (Auswahl)
- Genetik und Ethik (mit Charlotte Boost). Kirchliches Forschungsheim (hektografiert), Wittenberg 1976.
- Otto Kleinschmidts Formenkreislehre. Zoogeographie, Systematik, Evolutionsforschung, Anthropologie. In: Biologische Rundschau. Jg. 17, 1979, S. 73–84.
- Die Erde ist zu retten (mit Autorenteam). Kirchliches Forschungsheim (hektografiert), Wittenberg 1980 (und weitere Auflagen).
- Alfred Brehm: Reise zu den Kirgisen. Aus dem Sibirientagebuch 1876 (Herausgeber Gensichen). Reclam, Leipzig 1982.
- Theologie und Naturwissenschaft bei Otto Kleinschmidt. In: Theologische Versuche XV, 1985, S. 65–76.
- Die Sintfluterzählung als Leittext in der Umweltkrise. In: Evangelische Theologie. 45. Jg., 1985, H. 3, S. 211–224.
- Wohin mit den Hochtechnologien? Zum Einsatz von Mikroelektronik und Biotechnologie für eine ökologisch und sozial verantwortbare Entwicklung (mit Autorenteam). Kirchliches Forschungsheim (hektografiert), Wittenberg 1987.
- Umwelt-Mosaik DDR '89 (Herausgeber). Deutscher Verlag der Wissenschaften, Berlin 1990.
- Brief an Wissenschaftler. In: Deutsche Zeitschrift für Philosophie. 38, 1990, 11, 1119f.
- tun-lassen. Ökologische Alltagsethik im 21. Jahrhundert. Halle (Saale) 2003.
- Umweltverantwortung in einer betonierten Gesellschaft. Anmerkungen zur kirchlichen Umweltarbeit in der DDR 1970 bis 1990. In: Franz-Josef Brüggemeier, Jens Ivo Engels (Hrsg.): Natur- und Umweltschutz nach 1945. Frankfurt a. M./New York 2005, S. 287–306.
- Die ethische Dimension von Nachhaltigkeit. In: Gerd Michelsen, Jasmin Godemann (Hrsg.): Handbuch Nachhaltigkeitskommunikation. München 2005, S. 96–108.
- Auf dem Weg in eine Gesellschaft des Weniger (Hrsg. Gisela Kallenbach). Europäisches Parlament, Brüssel 2008.
- Armut wird uns retten. Geteilter Wohlstand in einer Gesellschaft des Weniger. Edition Publik-Forum, Oberursel 2009.
- Christen und Kirchen in der DDR. In: Erlebte DDR-Geschichte. Dreizehn Zeitzeugen berichten. Berlin. Ch. Links Verlag 2014, S. 57–73
- Kant IN heutigem Deutsch. Books on Demand, Norderstedt 2014
- ... ins offene ... autobiografie. Books on Demand, Norderstedt 2016
- Der junge Freund des alten Kant. Johann Friedrich Gensichen, Mathematiker. Books on Demand, Norderstedt 2016
- Uckermark. Roman. Books on Demand, Norderstedt 2017
- Tübinger Predigten. Books on Demand, Norderstedt 2017